# Únor 2015

## Únor
1. února – neděle 
 Jihosúdánský prezident Salva Kiir podepsal dohodu s vůdcem povstalců Riekou Macharem. Dohoda by měla ukončit tamější krutou občanskou válku.
2. února – pondělí 
 Místopředseda Senátu Zdeněk Škromach oznámil vážný zájem kandidovat v prezidentských volbách v roce 2018.
 Bývalý dobrovolník SS Oskar Gröning (93) byl obviněn z podílu na vraždě 300 000 lidí ve vyhlazovacím táboře Auschwitz–Birkenau. Oskar Gröning v minulosti vystupoval proti zpochybňování holokaustu.
 Slovenská policie potvrdila pravost dokumentů, které odstartovaly kauzu Gorila.
 Nejvyšší egyptský soud potvrdil trest smrti pro 183 stoupenců Muslimského bratrstva, obviněných z útoku na policejní stanici ve městě Kardasa.
3. února – úterý 
 Příslušníci Islámského státu upálili jordánského pilota Maáze Kasásbu zajatého v prosinci minulého roku po náletu na město Rakka.
 Příslušníci čadské armády v souladu s rozhodnutím Africké unie zahájili na nigerijském území bojové operace proti povstalecké skupině Boko Haram.
 Dolní sněmovna Spojeného království schválila zákon umožňující požití sady mitochondriální DNA další ženy během oplodnění in vitro. Některé britské děti tak budou mít tři rodiče.
 Ruský soud rozhodl o vyklizení polského konzulátu v Petrohradu.
 Válka na východní Ukrajině: Ukrajinská armáda se s doněckými povstalci dohodla na vytvoření humanitárních koridorů pro evakuaci civilistů z Debalceva a okolí.
 Mezinárodní soudní dvůr v Haagu rozhodl, že žádná z bojujících stran chorvatské války za nezávislost se nedopustila zločinu genocidy.
4. února – středa 
 Vrchní soud v Olomouci potvrdil doživotní tresty odnětí svobody pro Rudolfa Fiana a Tomáše Křepelu za namíchaní směsi ethanolu a methanolu, která zabila přes 47 lidí a další desítky jí byly vážně otráveny.
 Turbovrtulové letadlo ATR 72 společnosti TransAsia Airways s 58 lidmi na palubě se zřítilo do řeky poblíž tchajwanské metropole Tchaj-pej.
5. února – čtvrtek 
 Syrská občanská válka: Pět lidí zemřelo po minometném útoku Islámské armády na Damašek. Více než 40 lidí zemřelo při vládních náletech v regionu Ghúta, který je základnou povstalců.
 Evropská centrální banka zastavila nákupy řeckých státních dluhopisů.
 Vojenská intervence proti Islámskému státu: Spojené arabské emiráty zastavily kvůli nedostatečným kapacitám koalice k záchraně sestřelených pilotů nálety na pozice Islámského státu.
6. února – pátek 
 Mexická drogová válka: Mexická policie objevila 61 těl v nepoužívaném krematoriu poblíž města Acapulco ve státě Guerrero.
 Hútíové převzali moc v jemenské metropoli San'á a rozpustili parlament.
 Premiér Východního Timoru Xanana Gusmão rezignoval na svou funkci.
 Vojenská intervence proti Islámskému státu: Jordánské letectvo provedlo desítky úderů proti pozicím Islámského státu v severovýchodní Sýrii. Nálety jsou součástí jordánské odvety za vraždu jordánského pilota Maáze Kasásba.
7. února – sobota 
 Na Slovensku proběhlo referendum o zákazu stejnopohlavního manželství, adopci dětí homosexuálními páry a nepovinné sexuální výchově na školách. Referendum je neplatné kvůli nedostatečné účasti voličů.
 Nigérie odložila parlamentní a prezidentské volby kvůli násilnostem ze strany povstalecké skupiny Boko Haram.
8. února – neděle 

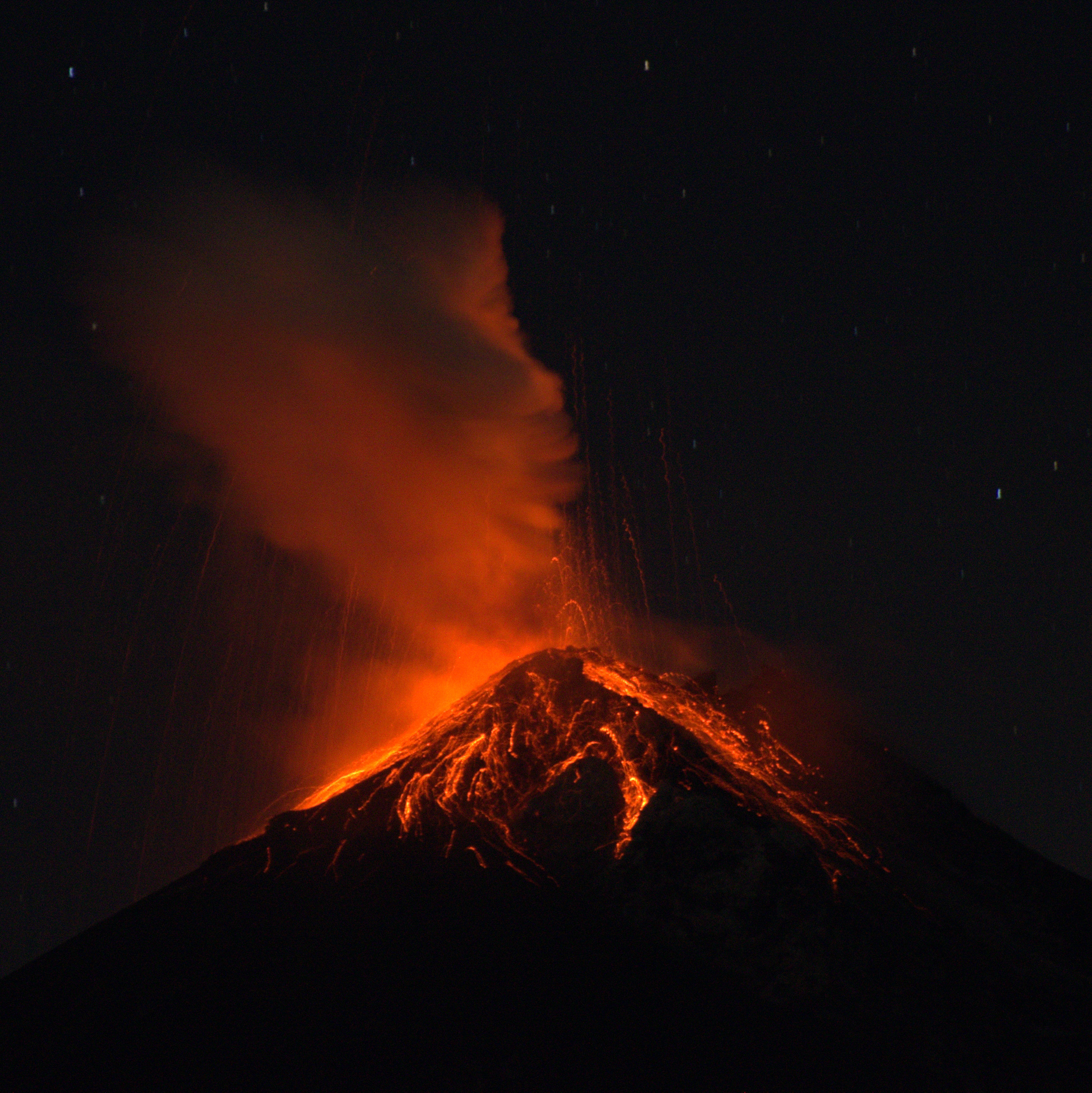
sopka Fuego

 Pobřeží slonoviny porazilo v penaltovém rozstřelu Ghanu a stalo se tak vítěznou zemí Afrického poháru národů 2015.
 Irácká vláda po 11 letech zrušila zákaz vycházení v hlavním městě Bagdádu.
 Po výbuchu sopky Fuego (na obrázku) guatemalská vláda evakuovala na sto tisíc lidí a uzavřela mezinárodní letiště v Ciudad de Guatemala.
9. února – pondělí 
 Český prezident Miloš Zeman s manželkou odcestoval na pětidenní oficiální návštěvu Jordánska a Spojených arabských emirátů.
 Nigerská armáda odrazila útok povstalců z Boko Haram na věznici ve městě Diffa.
 Válka na východní Ukrajině: Po ostřelování chemičky v ukrajinském Doněcku došlo k velice silnému výbuchu. Podle velitele batalionu Azov se v továrně nacházel muniční sklad povstalců.
10. února – úterý 
 V chicagském archivu byly objeveny unikátní záběry ztroskotaného parníku SS Eastland nazývaného „český Titanik“.
 Válka na východní Ukrajině: Ukrajinská armáda zahájila ofenzivu u města Mariupol. Povstalci obklíčili ukrajinské síly u města Debalceve. Raketový útok dnes navíc zasáhl velitelství Protiteroristické operace v Kramatorsku.
 Ministryně spravedlnosti Helena Válková podala do rukou prezidenta republiky prostřednictvím premiéra Bohuslava Sobotky demisi k 1. březnu.
 Poslanci z hnutí Úsvit oznámili záměr založit politickou stranu spolupracující s francouzskou Národní frontou. Zakladatel a předseda hnutí Tomio Okamura to označil za pokus o převrat a likvidaci hnutí.
11. února – středa 
 Ateistický radikál zastřelil v kampusu Severokarolinské univerzity tři studenty muslimského vyznání.
 Představitelé Ukrajiny, Německa, Francie a Ruska zahájili v Minsku rozhovory s cílem ukončit Ukrajinskou krizi a válku na východní Ukrajině.
 Stovky válečných uprchlíků utonuly ve vodách Středozemního moře poté, co se dva pašerácké čluny převrátily v bouři. Jde o první takový incident poté, co Evropská unie přestala financovat záchranný program italského námořnictva Mare Nostrum.
 Prezident České republiky Miloš Zeman předal Řád Bílého lva, nejvyšší státní vyznamenání, jordánskému králi Abdalláhovi II.
 Šéf salafistické skupiny Sharia4Belgium byl odsouzen k 12 letům odnětí svobody za verbování džihádistů pro syrské povstalce. V procesu je obviněno dalších 46 lidí.
 Australská policie zabránila teroristickému útoku, podezřelí plánovali veřejně stít náhodné rukojmí.
 Spojené státy americké uzavřely svou ambasádu v jemenské metropoli San'á.
12. února – čtvrtek 
 Představitelé Ukrajiny, Německa, Francie a Ruska podepsali novou mírovou dohodu, jejímž cílem je ukončit boje v Donbasu.
 Český prezident Miloš Zeman otevřel novou budovu českého vyslanectví v Abú Dhabí, hlavním městě Spojených arabských emirátů.
 OKD ohlásilo záměr propustit do konce roku 1 600 zaměstnanců.
13. února – pátek 
 Společnost Vítkovice Steel oznámila plánované zrušení výroby oceli, o práci má přijít kolem 350 lidí.
 Přes 50 vojáků barmské armády bylo zabito při střetu s povstalci z etnika Koukanů, potomků etnických Číňanů, na severovýchodě Šanského státu. Barmská vláda proti povstalcům nasadila letectvo, z oblasti bojů uprchly tisíce lidí.
 Nizozemský parlament vyzval k poskytnutí záruk, že druhá mírová dohoda z Minsku nenaruší vyšetřování sestřelení Letu Malaysia Airlines 17.
14. února – sobota 
 Válka na východní Ukrajině: Na Donbasu začalo platit příměří mezi ukrajinskou armádou a novoruskými povstalci, dojednané před třemi dny v mírové dohodě z běloruského Minsku.
 Při neúspěšném atentátu na dánského karikaturistu Larse Vilkse, autora karikatury proroka Mohameda, byli zraněni tři policisté a jedna civilní osoba byla zabita.
15. února – neděle 
 Občanská válka v Libyi: Islámský stát zveřejnil videozáznam popravy 21 egyptských křesťanů unesených na území Libye.
16. února – pondělí 
 Dluhová krize v Řecku: Řecko odmítlo záchranný program Evropské unie.
 Občanská válka v Libyi: Egyptské letectvo provedlo nálety na pozice Islámského státu ve městě Derna a východě Libye.
 Válka na východní Ukrajině: Proruští povstalci napadli strategické ukrajinské město Debalceve a zveřejnili nové požadavky k zastavení bojů.
17. února – úterý 
 Na základě odposlechu telefonního hovoru mezi odpadlíky z Prozatímní IRA odhalila a zneškodnila severoirská policie bombu umístěnou v bytové zástavbě ve městě Londonderry.
 Česko-polská expedice na jachtě Selma Expeditions dosáhla Zátoky velryb v Rossově šelfovém ledovci severně od Rooseveltova ostrova. Jako první plavidlo tak pronikla tak hluboko na jih.
18. února – středa 
 Novým řeckým prezidentem byl zvolen Prokopis Pavlopulos.
 Nigerijské letectvo zabilo 37 lidí při náletu na pohřební shromáždění v sousedním Nigeru.
 Bulharská policie zadržela ve městě Ruse českého řidiče kamionu, v jehož voze bylo ukryto 44 běženců z Iráku a Sýrie.
 Novým moldavským premiérem byl zvolen podnikatel Chiril Gaburici.
 Válka na východní Ukrajině: Ukrajinská armáda stáhla jednotky z Debalceva. Prezident Petro Porošenko navrhl vyslání mírové mise OSN na Ukrajinu.
19. února – čtvrtek 
 Bývalá thajská premiérka Jinglak Šinavatrová byla obviněna z korupce při dotování produkce rýže. Prokuratura pro ni žádá desetiletý trest odnětí svobody.
 Katar odvolal svého velvyslance v Egyptě, kvůli náletům egyptského letectva na pozice organizace Islámský stát v sousední Libyi.
20. února – pátek 
 Tropická cyklóna Marcia zasáhla pobřeží státu Queensland. Cyklon Lam také zasáhl Arnhemskou zemi v Severním teritoriu.
 Řecká dluhová krize: Ministři financí zemí eurozóny se dohodli na čtyřměsíčním prodloužení pomoci Řecku.
21. února – sobota 
 Celkem sedm Českých lvů získal snímek Cesta ven režiséra Petra Václava, včetně kategorie nejlepší film.
 Nigerijská armáda oznámila, že dobyla město Baga, na břehu Čadského jezera, obsazené a vypálené v lednu bojovníky ze skupiny Boko Haram.
 Kolem 50 000 barmských Číňanů uprchlo do sousední Číny před ofenzivou barmské armády proti povstalcům v oblasti Kokang v Šanském státě na východě země.
 Přes 20 000 lidí se zúčastnilo demonstrace pořádané hnutím Antimajdan v Moskvě.
 Sesazený jemenský prezident Abd Rabú Mansúr Hádí uprchl z hlavního města San'á.
22. února – neděle 
 Při teroristickém útoku na účastníky pochodu za jednotu země v ukrajinském Charkově byli zabiti nejméně dva lidé.
 Občanská válka v Sýrii: Ozbrojené síly Turecka provedly evakuaci vojenské posádky střežící Hrobku Sulejmana-Šáha. Symbolická hrobka byla vyhozena do vzduchu a ostatky Sulejmana-Šáha byly odvezeny do Turecka.
23. února – pondělí 
 Pomník kontroverzního slovenského komunistického politika Vasila Biľaka v Krajné Bystrici byl den po odhalení polit rudou barvou.
 Válka na východní Ukrajině: Pozorovatelé Organizace pro bezpečnost a spolupráci v Evropě (OBSE) potvrdili, že příměří požadované Minskou dohodou není dodržováno.
 Oscara za nejlepší film vyhrál film Birdman. Nejlepším hercem byl vyhlášen Eddie Redmayne za film Teorie všeho a cenu pro nejlepší herečku obdržela Julianne Moore za film Still Alice. Oscar pro nejlepší cizojazyčný film získalo polské drama Ida.
 Fidesz – Maďarská občanská unie premiéra Viktora Orbána ztratila v doplňovacích volbách ústavní většinu v maďarském parlamentu.
24. února – úterý 
 Dvaašedesátiletý muž zastřelil v uherskobrodské restauraci Družba osm hostů a následně spáchal sebevraždu. Před činem si telefonicky stěžoval novinářům na ubližování, šikanu a lhostejnost úřadů.
 Ukrajinská krize: Spojené království oznámilo, že vyšle vojenské poradce na Ukrajinu.
 Islámský stát unesl 90 Asyřanů a požaduje jejich výměnu za své bojovníky zajaté v bojích s kurdskou pešmergou.
25. února – středa 
 Kypr podepsal s Ruskem dohodu v níž umožňuje ruským ozbrojeným sílám využití svých letišť a přístavů.
 Britská Sněmovna lordů schválila zákon umožňující přenos buněčného jádra do vajíčka anonymní dárkyně, s cílem zamezit přenosu dědičných onemocnění kódovaných v mitochondriální DNA. Malé procento britských děti tak bude mít tři genetické rodiče.
 Konžská armáda zahájila v  Jižním Kivu, bez podpory vojsk OSN, ofenzivu proti hutijským povstalcům.
 Bangladéšský soud nařídil zatčení Chálidy Ziy, bývalé premiérky a vůdkyně největší opoziční strany v zemi.
26. února – čtvrtek 
 Argentinský parlament schválil po 69 letech rozpuštění rozvědky Secretaría de Inteligencia.
 Jihokorejský soud dekriminalizoval cizoložství. Dosud mohli být pachatelé nevěry odsouzeni až k dvouletému odnětí svobody.
 Více než sto lidí zasypaly laviny v afghánské provincii Pandžšír.
27. února – pátek 
 Neznámý útočník v Moskvě zastřelil ruského opozičního politika Borise Němcova, bývalého vicepremiéra země. Němcov byl kritikem ruského prezidenta Vladimira Putina, jedním z prvních signatářů opoziční kampaně Putin musí odejít.
 Epidemie eboly v západní Africe: Americké ozbrojené síly zahájily stahování 2 800 vojáků ze západoafrické Libérie, kde budovali zdravotnickou infrastrukturu s cílem potlačit epidemii krvácivé horečky ebola.
 Norská policie provedla razii v sídle římskokatolické diecéze v Oslu kvůli obvinění ze zpronevěry státních prostředků.
 V Los Angeles zemřel 83letý herec Leonard Nimoy, nejznámější v roli Spocka z kultovního sci-fi seriálu Star Trek.
28. února – sobota 
 Abdullah Öcalan, vězněný vůdce Kurdské strany pracujících, vyzval své stoupence k ukončení třicetiletého ozbrojeného konfliktu.
 Na sněmu hnutí ANO byl většinou sta procent zvolen staronovým předsedou Andrej Babiš. Místopředsedou hnutí zůstal Jaroslav Faltýnek.
 Egyptský soud označil Hamás za teroristickou organizaci.
 Filipínská armáda zabila 24 povstalců ze skupiny Abú Sajjáf na filipínském ostrově Jolo.